# Dario Hübner
Dario Hübner (Muggia, 28 de abril de 1967) é um ex-futebolista e treinador de futebol italiano que atuava como atacante.

## Carreira
Dario Hübner começou sua na Pievigina, em 1987, Destacou-se jogando por Cesena, Brescia e Piacenza, onde foi o artilheiro da Serie A 2001-02, aos 35 anos, sendo o jogador mais velho a conquistar a honraria - marca que foi batida na temporada 2014-15, quando Luca Toni, aos 38 anos, foi o artilheiro da competição juntamente com o argentino Mauro Icardi.
Encerrou a carreira profissional em 2005, jogando pelo Mantova. Porém, Il Bisonte (como era conhecido) continuou atuando em divisões inferiores da Itália, chegando inclusive a atuar em campeonatos regionais, e mesmo com idade avançada, manteve seu faro artilheiro ao balançar as redes adversárias 94 vezes. Abandonou definitivamente os gramados em 2011, aos 44 anos, jogando pelo Cavenago. Durante sua carreira, Hübner receberia 36 cartões amarelos e 10 vermelhos.
Em 2013, fez sua estreia como técnico, exercendo o cargo no Royale Fiore. Em junho de 2014, assume o comando técnico do Atletico Montichiari, da Série D italiana. Porém, o ex-atacante permaneceu pouco tempo na função.